# Suck It and See
Suck It and See és el quart àlbum d'estudi del grup anglès Arctic Monkeys. Va ser llançat oficialment el 6 de juny de 2011, tot i que el 17 de maig s'havia filtrat i es podia descarregar a diversos llocs web.

## Recepció

### Crítica
Suck It and See ha estat rebut positivament per part de la crítica especialitzada, amb una qualificació mitjana de 74% en Metacritic. Al juliol, l'àlbum va guanyar el premi Mojo al Millor Àlbum de 2011. NME va seleccionar la portada de l'àlbum com una de les pitjors 50 de la història. A més, aquesta portada va ser censurada als Estats Units, tapant el seu títol.

### Comercial
Al Regne Unit, Suck It and See va vendre més de 82.000 unitats en la seva primera setmana, anant directe al número u, i 34.910 en la seva segona setmana. Mundialment, l'àlbum va vendre 154.000 unitats en la seva primera setmana.

#### Posiciónament a les llistes
| País                                             | Millor posició |
| Austràlia (ÀRIA)                                 | 4              |
| Àustria (Ö3 Àustria Top 40)                      | 12             |
| Bèlgica (Ultratop)                               | 1              |
| Canadà (Canadian Albums Chart)                   | 3              |
| Dinamarca (Hitlisten)                            | 2              |
| Finlàndia (Llista oficial finesa)                | 34             |
| França (Llista francesa d'àlbums)                | 7              |
| Grècia (Llista grega d'àlbums)                   | 38             |
| Alemanya (Mitjana Control Charts)                | 4              |
| Irlanda (IRMA)                                   | 3              |
| Itàlia (FIMI)                                    | 7              |
| Japó (Oricon)                                    | 12             |
| Mèxic (Llista mexicana d'àlbums)                 | 27             |
| Holanda (MegaCharts)                             | 2              |
| Nova Zelanda (RIANZ)                             | 1              |
| Noruega (Llista noruega d'àlbums)                | 4              |
| Portugal (Associação Fonogràfica Portuguesa AFP) | 7              |
| Espanya (PROMUSICAE)                             | 3              |
| Suïssa (Llista suïssa d'àlbums)                  | 8              |
| UK (The Official Charts Company)                 | 1              |
| US Top Independent Albums                        | 4              |
| US Top Alternative Albums                        | 5              |
| US Top Rock Albums                               | 6              |
| US Billboard 200                                 | 14             |

## Llista de cançons
Totes les cançons foren compostes per Arctic Monkeys. Les lletres van ser escrites per Alex Turner, exceptuant on s'indiqui.
| Núm. | Títol                                         | Durada |
| ---- | --------------------------------------------- | ------ |
| 1.   | «She's Thunderstorms»                         | 3:55   |
| 2.   | «Black Treacle»                               | 3:35   |
| 3.   | «Brick by Brick» (Alex Turner, Matt Helders)  | 2:59   |
| 4.   | «The Hellcat Spangled Shalalala»              | 3:00   |
| 5.   | «Don't Sit Down 'Cause I've Moved Your Chair» | 3:04   |
| 6.   | «Library Pictures»                            | 2:22   |
| 7.   | «All My Own Stunts»                           | 3:52   |
| 8.   | «Reckless Serenade»                           | 2:43   |
| 9.   | «Piledriver Waltz»                            | 3:25   |
| 10.  | «Love Is a Laserquest»                        | 3:12   |
| 11.  | «Suck It and See»                             | 3:46   |
| 12.  | «That's Where You're Wrong»                   | 4:17   |

## Personal

### Arctic Monkeys
- Alex Turner – vocalista, guitarra, compositor
- Jamie Cook – guitarra
- Nick O'Malley – baix, cors
- Matt Helders – bateria, cors

### Addicional
- Josh Homme – cors a «All My Own Stunts»